# روبرت إدوارد فرانسيلون
روبرت إدوارد فرانسيلّون (1841–1919) كان صحفيًا ومؤلفًا إنجليزيًا. كان نشطًا في العقود الأخيرة من القرن التاسع عشر، وتولى منصب رئيس تحرير صحيفة The Globe .

## الحياة والمسيرة
ولد في غلوستر،  وتدرب فرانسيلون كمحامٍ ثم تحول إلى الصحافة. عمل في أوقاتٍ مختلفة كمساهم في مجلة بلاكوود وكمحرر في مجلة تاتلر. ساهم لسنوات عديدة في الأعداد الخاصة بعيدالميلاد لمجلة The Gentleman's Magazine ،  وباع العديد من القصص القصيرة للصحف. (معظم تلك الأعمال المنشورة في أستراليا يمكن قراءتها عبر الإنترنت بفضل خدمة Trove التابعة للمكتبة الوطنية الأسترالية). تتيح روايته "ابنة جاك دويل"لرجل من لينكولنشاير التجوّل بحرّية في لندن البوهيمية. وُصِفت بأنها حكاية "غير مترابطة" عن "وريثة لها ستة آباء محتملين".
دافعت مراجعة فرانسيلّون المعنونة "أولى روايات جورج إليوت (1876)" عن روايةدانييل ديروندا ضد النقاد الأوائل.يُشير إلى أن العمل كـ 'رومانس' يختلف جوهريًا عن آدم بيد أو ميدل مارش : "إنه يبتعد جدًا عن أعمال جورج إليوت الأخرى بغية كل جانب مهم، مما يجعل إجراء مقارنة مباشرة مستحيلة." 
في عام 1890، ورد أنّ فرانسيلّون شغل منصب رئيس تحرير صحيفة لندنيّة تُدعى جلوب . 
إلى جانب سوينبورن، كان فرانسيلّون عضوًا في النادي الأدبي "عشرة رجال" التابع لتوماس بورنيل، كما كان من أوائل أعضاء التنظيم اليعاقبة الجدد المعروفة بأسم "وسام الوردة البيضاء ".[بحاجة لمصدر] تزوج فرانسيلّون من ابنة المؤلف الموسيقي جون بارنيت، وكانت أيضًا ابنة عرابة فرانز ليزت . 

## بعض أعمال فرانسيلون
قصص قصيرة وروايات قصيرة نُشرت في الصحف الأسترالية
- أولمبيا [10]
- ملكة ترامب [11]
- الملكة كوبيتوا [12]
- صفقة سيئة [13]
- قفاز إستير [14]
- ختم الثعبان [15]
- طريق الريح ، نُشر لأول مرة في تقويم لندن في عام 1888 [16]
- العصا الذهبية [17]
- لا ساحر [18]
- الموضة وشغفها [19]
- حظ لوك باريس [20]
- فيني، فيدي، فيشي [21]
- سيدة متعلمة [22]
- الفضة والذهب [23]
- السداسيات المزدوجة [24]
- م أو ن [25]
- فتاة أوين مورتاغ [26]
- أحمق عنيد [27]

الأغاني
- Frederic Hymen Cowen؛ R. E. Francillon (lyricist) (1870)، It was a dream، مؤرشف من الأصل في 2025-01-20، اطلع عليه بتاريخ 2017-05-10
- Frederic Hymen Cowen؛ R. E. Francillon (lyricist)، Why[28]
- Frederic Hymen Cowen؛ R. E. Francillon (lyricist) (1880)، Almost، Boosey & Co.; Melbourne: Nicholson & Ascherberg، مؤرشف من الأصل في 2025-01-20، اطلع عليه بتاريخ 2017-05-10

الكتب
- R. E. Francillon (1871)، Earl's Dene: a novel، New York: Harper & Brothers
- R. E. Francillon (1877)، Rare Good Luck: a fortune in seven strokes، New York: D. Appleton & Co.
- R. E. Francillon (1886)، Golden Bells: a peal in seven changes، New York: Harper & Brothers
- R. E. Francillon (1888)، A Christmas Rose: a blossom in seven petals، New York: Harper & Brothers
- R. E. Francillon (1893)، Ropes of Sand: a novel، London: Chatto & Windus، مؤرشف من الأصل في 2025-01-21
- R. E. Francillon (1894)، Jack Doyle's Daughter، Chatto & Windus، مؤرشف من الأصل في 2025-01-20
- R. E. Francillon (1900)، Mid-Victorian Memories، London: Hodder، مؤرشف من الأصل في 2025-01-20